# Bill White
William De Kova White (ur. 28 stycznia 1934) – amerykański baseballista, który występował na pozycji pierwszobazowego.
Przed rozpoczęciem sezonu 1953 podpisał kontrakt jako wolny agent z New York Giants, w którym zadebiutował 7 maja 1956 w meczu przeciwko St. Louis Cardinals, zaliczając trzy uderzenia, w tym home runa i triple'a. W 1957 nie grał z powodu służby wojskowej. W marcu 1959 w ramach wymiany zawodników przeszedł do St. Louis Cardinals. 
Jako zawodnik Cardinals ośmiokrotnie był wybierany do Meczu Gwiazd, sześć razy zdobył Złotą Rękawicę, a w 1964 zagrał we wszystkich meczach World Series, w których zespół z St. Louis pokonał New York Yankees 4–3. Grał jeszcze w Philadelphia Phillies i ponownie w St. Louis Cardinals, w którym zakończył zawodniczą karierę.
W późniejszym okresie był między innymi sprawozdawcą z meczów St. Louis Cardinals i New York Yankees, a w latach 1989–1994 prezydentem National League.
| Nagroda/wyróżnienie      | Lata                                                 | Źródło |
| 8× All-Star              | 1959¹, 1959², 1960¹, 1960², 1961¹, 1961², 1963, 1964 | [ 1 ]  |
| 7× Gold Glove Award      | 1960–1966                                            | [ 1 ]  |
| Zwycięzca w World Series | 1964                                                 | [ 2 ]  |